# Hiram Price

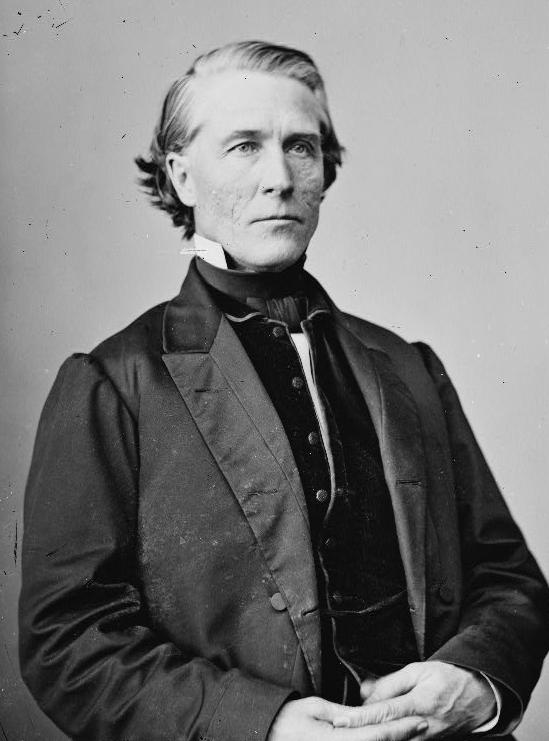
Hiram Price

Hiram Price (* 14. Januar 1814 im Washington County, Pennsylvania; † 30. Mai 1901 in Washington, D.C.) war ein US-amerikanischer Politiker. Zwischen 1863 und 1869 sowie von 1877 bis 1881 vertrat er den Bundesstaat Iowa im US-Repräsentantenhaus.

## Werdegang
Hiram Price besuchte die öffentlichen Schulen seiner Heimat und arbeitete dann einige Jahre auf der Farm seines Vaters. Später wurde er Buchhalter eines Handelshauses in der Nähe von Pittsburgh. Dort erwarb er die wirtschaftlichen Grundlagen für eine erfolgreiche Laufbahn als Geschäftsmann. Im Jahr 1844 zog er nach Davenport im Iowa-Territorium, wo er selbst im Handel tätig wurde. Im Scott County war er unter anderem Steuereinnehmer und Kämmerer. Zwischen 1859 und 1866 war Price Präsident der State Bank of Iowa. Im Jahr 1873 wurde er Präsident der First National Bank of Davenport. Zu Beginn des Bürgerkrieges war er als Zahlmeister des Staates Iowa für die Bezahlung der Truppen, die diesem Staat unterstanden, verantwortlich.
Price war Mitglied der 1854 gegründeten Republikanischen Partei. 1862 wurde er im zweiten Wahlbezirk von Iowa in das US-Repräsentantenhaus in Washington gewählt. Dort trat er am 4. März 1863 die Nachfolge von William Vandever an, der dieses Mandat seit September 1861 wegen seines Militärdienstes in der Unionsarmee nicht mehr ausgeübt hatte. Nach zwei Wiederwahlen konnte Price bis zum 3. März 1869 drei zusammenhängende Legislaturperioden im Kongress absolvieren, die von den Ereignissen des Bürgerkriegs und der darauf folgenden Reconstruction geprägt waren. In diese Zeit fielen das knapp gescheiterte Amtsenthebungsverfahren gegen Präsident Andrew Johnson und die Verabschiedung des 13. Verfassungszusatzes. Zwischen 1863 und 1865 war Price Vorsitzender des Ausschusses, der sich mit Ansprüchen an die Bundesregierung aus der Revolutionszeit befasste. Seit 1865 war er Mitglied im Committee on Pacific Railroads. Für die Wahlen des Jahres 1868 verzichtete er auf eine erneute Kandidatur.
Nach seiner Zeit im Kongress war Price weiterhin im Bankgeschäft tätig und wurde Präsident der Eisenbahngesellschaft Davenport & St. Paul Railroad. Im Jahr 1876 wurde er erneut in den Kongress gewählt, wo er am 4. März 1877 John Q. Tufts ablöste. Nach einer Wiederwahl im Jahr 1878 konnte er bis zum 3. März 1881 zwei weitere Legislaturperioden im US-Repräsentantenhaus verbringen. 1880 verzichtete er auf eine erneute Kandidatur. Im gleichen Jahr wurde er von dem neuen Präsidenten James Garfield als Chief Clerk in die Indianerbehörde berufen. Bis 1885 amtierte er als Indianerbeauftragter der Bundesregierung. Danach zog er sich aus der Politik zurück. Hiram Price starb am 30. Mai 1901 in der Bundeshauptstadt Washington und wurde in Davenport beigesetzt.